# Hydroptila acadia
Hydroptila acadia är en nattsländeart som beskrevs av Ross 1941. Hydroptila acadia ingår i släktet Hydroptila och familjen smånattsländor. Inga underarter finns listade i Catalogue of Life.